# Herb województwa toruńskiego

Herb województwa toruńskiego

Herb województwa toruńskiego - symbol województwa toruńskiego.
Herb przedstawiał w polu czerwonym orła białego, z głową zwróconą w prawo, rozwiniętymi skrzydłami, z dziobem, językiem i łapami w kolorze złotym, ze złotą koroną na szyi opartą o korpus, z którego wyrastała z prawej strony ręka zbrojna z mieczem w kolorze stalowym. 
Herb został ustanowiony rozporządzeniem Nr 19/95 Wojewody Toruńskiego z dnia 12 maja 1995 r. w sprawie ustanowienia herbu województwa toruńskiego.